# 所沢市立並木小学校
所沢市立並木小学校（ところざわしりつ なみきしょうがっこう）は、埼玉県所沢市並木6丁目にある公立小学校。
本校の隣に同時に開校した所沢市立中央中学校が所在し、大半の児童は同校へ進学する。

## 沿革
- 1979年[1]
  - 4月1日 - 開校
  - 10月18日 - 校章制定。
- 1980年2月1日 - 10月6日を開校記念日と制定。（隣接する所沢市立中央中学校と第1回運動会を合同開催した日によるもの）
- 1984年4月1日 - 所沢市立並木東小学校を分離（前年に児童数が1000人を突破し、本校舎だけでは児童を賄いきれず、プレハブ校舎を設置して対応していたために学区を分割）

## 交通
- 西武新宿線航空公園駅より徒歩10分